# Armenite
L'armenite (simbolo IMA: Amn) è un minerale, un raro ciclosilicato del gruppo della milarite e ha composizione chimica BaCa2Al6Si9O30·2(H2O).

## Etimologia e storia
Il campione è stato descritto come un minerale indipendente nel 1939 da Henrich Neuman dell'Università di Oslo in Norvegia, dopo che il campione era stato nella collezione dell'Istituto di Mineralogia di Oslo dal 1877, raccolto dallo studente di mineralogia O. A. Corneliussen nella miniera di Armen vicino a Kongsberg ed etichettato come "Epidoto?". Il nome armenite risale al luogo in cui è stata trovata, la "miniera di Armen".
In un'altra pubblicazione, due anni dopo, Neuman mostrò la relazione tra armenite e milarite e mise in discussione la classificazione come zeolite, poiché la temperatura di drenaggio da 500 a 600 °C è troppo alta per l'acqua zeolitica.

## Classificazione
Nell'obsoleta, ma in parte ancora in uso 8ª edizione della sistematica minerale secondo Strunz, l'armenite appartiene alla classe dei "ciclosilicati", dove si trova insieme ad almarudite, berezanskite, brannockite, chayesite, darapiosite, dusmatovite, eifelite, emeleusite, faizievite, merrihueite, oftedalite, osumilite, osumilite-(Mg), poudretteite, roedderite, shibkovite, sogdianite, sugilite, trattnerite, yagiite e yakovenchukite-(Y) e con le quali forma il "gruppo della milarite-osumilite" con il sistema nº VIII/E.22.
La 9ª edizione della sistematica minerale di Strunz, valida dal 2001 e utilizzata dall'Associazione Mineralogica Internazionale (IMA), classifica l'armenite nella classe "9.C Ciclosilicati"; questa è ulteriormente suddivisa in base alla struttura degli anelli, in modo che il minerale possa essere trovato nella sottoclasse "9.CM [Si6O18]12- anelli doppi con 6 membri (sei doppi anelli)" in base alla sua struttura. Insieme ad almarudite, berezanskite, brannockite, chayesite, darapiosite, dusmatovite, eifelite, friedrichbeckeite, klöchite, merrihueite, milarite, oftedalite, osumilite, osumilite-(Mg), poudretteite, roedderite, shibkovite, sogdianite, sugilite, trattnerite e yagiite forma il "gruppo della milarite" con il sistema nº 9.CM.05.
Anche la sistematica dei minerali secondo Dana, che viene utilizzata principalmente nel mondo anglosassone, classifica l'armenite nella classe dei "silicati e germanati" e lì nella già più finemente suddivisa sottoclasse dei "ciclosilicati: anelli condensati". Qui è l'unico membro del "gruppo della milarite-osumilite" con il sistema nº 63.02.01b all'interno della sottosezione "Ciclosilicati: anelli condensati a 6 membri".

## Abito cristallino
L'armenite, secondo fonti diverse, cristallizza nel seguente modo:
- nel sistema ortorombico nel gruppo spaziale Pnna (gruppo nº 52) con i parametri reticolari a = 13,874(2) Å, b = 18,660(2) Å e c = 10.697(1) Å[5]
- nel sistema ortorombico nel gruppo spaziale Pnc2 (gruppo nº 30) con i parametri reticolari a = 18,660(2) Å, b = 10,697(1) Å e c = 13.874(2) Å[6] e con 4 unità di formula per cella unitaria.

## Origine e giacitura
L'armenite si forma in ambienti ricchi di bario a bassa pressione e temperature inferiori a 400 °C. Si tratta per lo più di idrotermali magmatiche tardive, di mineralizzazioni di solfuri come la località tipo di Kongsberg, in Norvegia o di rocce contenenti solfuri alterate da soluzioni idrotermali. Dal deposito di Broken Hill, nel Nuovo Galles del Sud (Australia), è stata documentata una presenza di armenite associata a gneiss, suggerendo temperature di formazione significativamente più elevate. Lo gneiss che si trova sulla Punta di Terrarossa a nord del Wasenhorn nell'area del Sempione vicino a Briga (Canton Vallese, in Svizzera), trasporta vari minerali di bario che formano rocce e contiene cristalli di armenite di dimensioni fino a 2,5 cm nelle cavità delle fessure alpine, che sono considerate le più grandi e migliori rappresentanze al mondo di questa specie minerale.
In Italia l'armenite è stata rinvenuta a Candoglia (in Piemonte) e a Fluminimaggiore e Narcao (entrambi in Sardegna).
Alcuni altri siti sparsi per il mondo sono: il distretto di Kenora e il distretto di Thunder Bay in Canada; la provincia di Villa Clara a Cuba; i distretti di Šumperk e Pardubice in Repubblica Ceca; nell'Oblast' di Sverdlovsk in Russia; nell'Aberdeenshire in Scozia e nella Contea di King nello Stato di Washington (Stati Uniti).

## Forma in cui si presenta in natura
L'armenite forma cristalli prismatici pseudoesagonali. L'armenite è solitamente incolore o verde pallido con una lucentezza simile al vetro e una buona sfaldatura parallela alle superfici del prisma. Con una durezza Mohs da 7 a 8, l'armenite è leggermente più dura del quarzo.